# Ridderorden in Argentinië
De Republiek Argentinië heeft sinds de onafhankelijkheid van Spanje in 1830 ridderorden naar Europees model gekend.Tijdens de koloniale perioden werden enige inwoners en bestuurders in de ridderorden van Spanje opgenomen.
- De Orde van de Bevrijder San Martin (Spaans: "Orden del Libertador San Martín") 1943
- De Orde van Burgerlijke Verdienste (?-1957)
- De Orde van Mei (Spaans: "Orden de Mayo")  1957

Deze orde is in drie divisies opgedeeld 
- De Orde van Verdienste (Spaans: "Orden de Mayo al Mérito") 1957
- De Orde van Militaire Verdienste (Spaans: "Orden de Mayo al Mérito Militar")  1951
- De Orde van Verdienste voor de Luchtvaart (Spaans: "Orden de Mayo al Mérito Aeronáutico") 1957

Er zijn ook tientallen kruisen en medailles. Vele daarvan zijn ingesteld om tijdens en na de oorlogen met Argentinië's buurlanden en het Verenigd Koninkrijk te verlenen.
Externe link
- Afbeeldingen en Engelse tekst op
- Afbeeldingen en Spaanse tekst op